# Forge de Montagney
La forge de Montagney est un ensemble d'anciens bâtiments industriels du XVIIIe siècle, protégés de monuments historiques, située sur la commune de Montagney-Servigney, dans le département français du Doubs.

## Localisation
La forge est située en bordure de l'Ognon, un affluent de la Saône, sur la commune de Montagney-Servigney, entre Rougemont et Montbozon.

## Histoire
Dès 1500, le haut-fourneau de la forge est en activité. En 1689, la forge reçoit l'autorisation de redémarrage de son activité,.
En 1710, la forge est la propriété du Marquis de la Baume-Montrevel, seigneur de Rougemont.
En 1748, la forge est spécialisée dans la fabrication de munitions, particulièrement des boulets pour une production annuelle d'environ 14 000. La forge est également une usine de production de fer et en 1772, elle produit annuellement 225 tonnes de fonte et 300 tonnes de fer.
Vers 1808-1810, la forge est rachetée par monsieur de Grammont qui la restaure, la remet en activité et construit le barrage sur l'Ognon,. La production de la forge est alors de 200 tonnes de fonte en 1828, 800 tonnes en 1834 décliné en fer en barres et fil de fer,. En 1840, la forge est à son apogée et emploie 84 ouvriers. La décennie suivante est un lent déclin, du fait de la baisse de l'approvisionnement en combustible et la forge est définitivement arrêtée en 1850,,. À cette époque, la forge est transformée en moulin.
En 1888, dans la nuit du 17 au 18 février, le moulin de la forge, appartenant en partie à M. Paul Jeannin, a été réduit en cendres. Tout a été détruit, les pertes sont considérables.
En 1922, l'ancienne forge devient une usine électrique alimentant les communes en bordure de la rivière et devient en 1947 propriété de la Société des Houillères de Ronchamp. En 1991, une micro-centrale hydroélectrique poursuit la production,.
Le 30 novembre 1998, un arrêté d'inscription au titre des Monuments historiques est émis et concerne la partie subsistant de la halle à charbon,  le bâtiment de l'atelier magasin, le bâtiment du logement du directeur, le canal et le barrage, les deux écuries nord, les sols des parcelles avec les vestiges archéologiques qu'elles contiennent.
Le 11 juin 2004, un arrêté de classement permet la protection du bâtiment du haut-fourneau, du bâtiment de logements ouvriers, de la maison du maître de forge, et de la grange-écurie nord.

## Architecture
Les bâtiments qui subsistent sont le barrage sur l'Ognon, un canal, le haut-fourneau, une partie de la halle à charbon, une ancienne halle ouverte, des écuries, un bâtiment de logements ouvriers à étage, un bâtiment de logement du directeur et la maison du maître de forge.
Le haut-fourneau, particulièrement bien conservé, présente certaines similitudes avec les planches de l'encyclopédie de Diderot et d’Alembert.

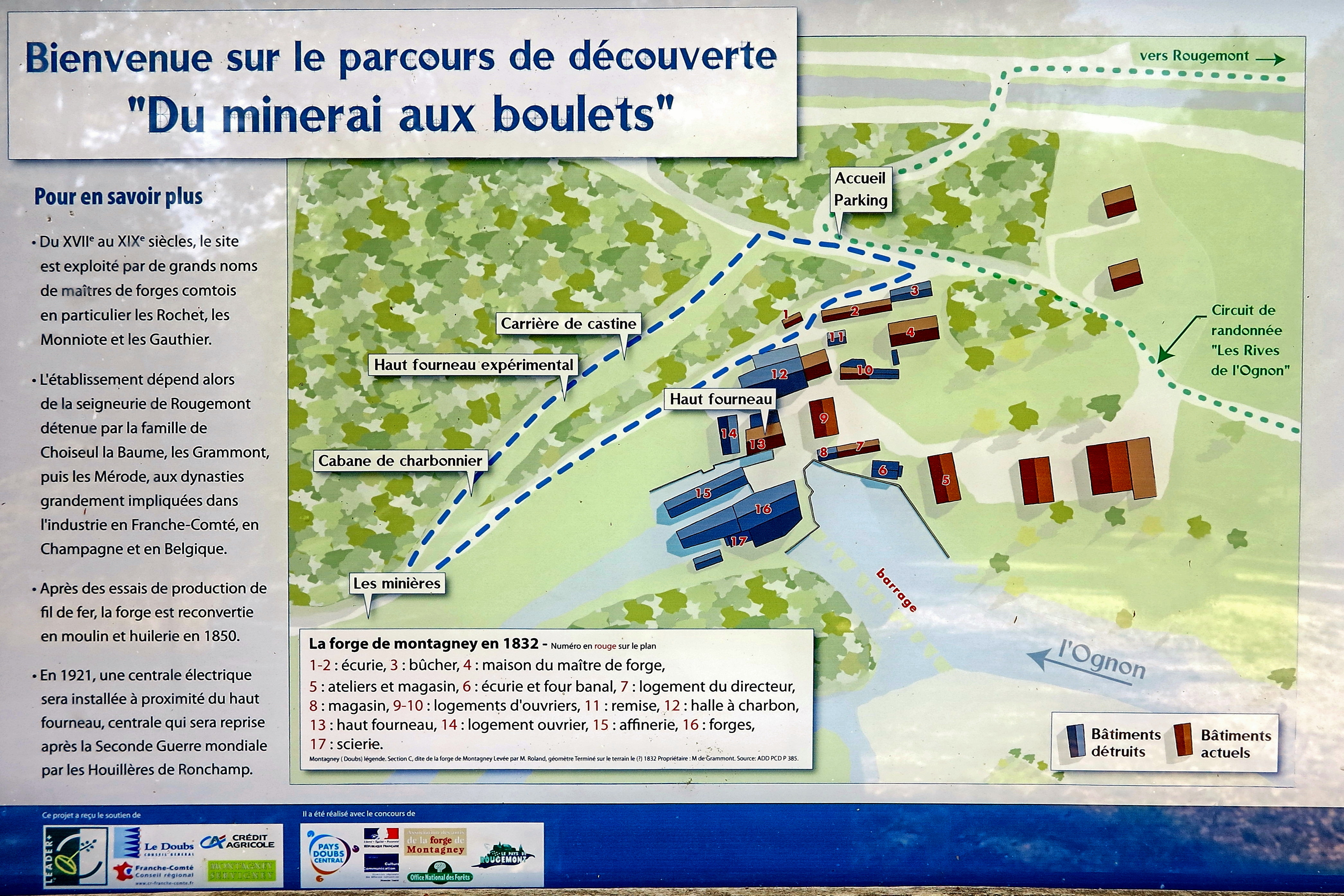
Plan de la forge en 1832.
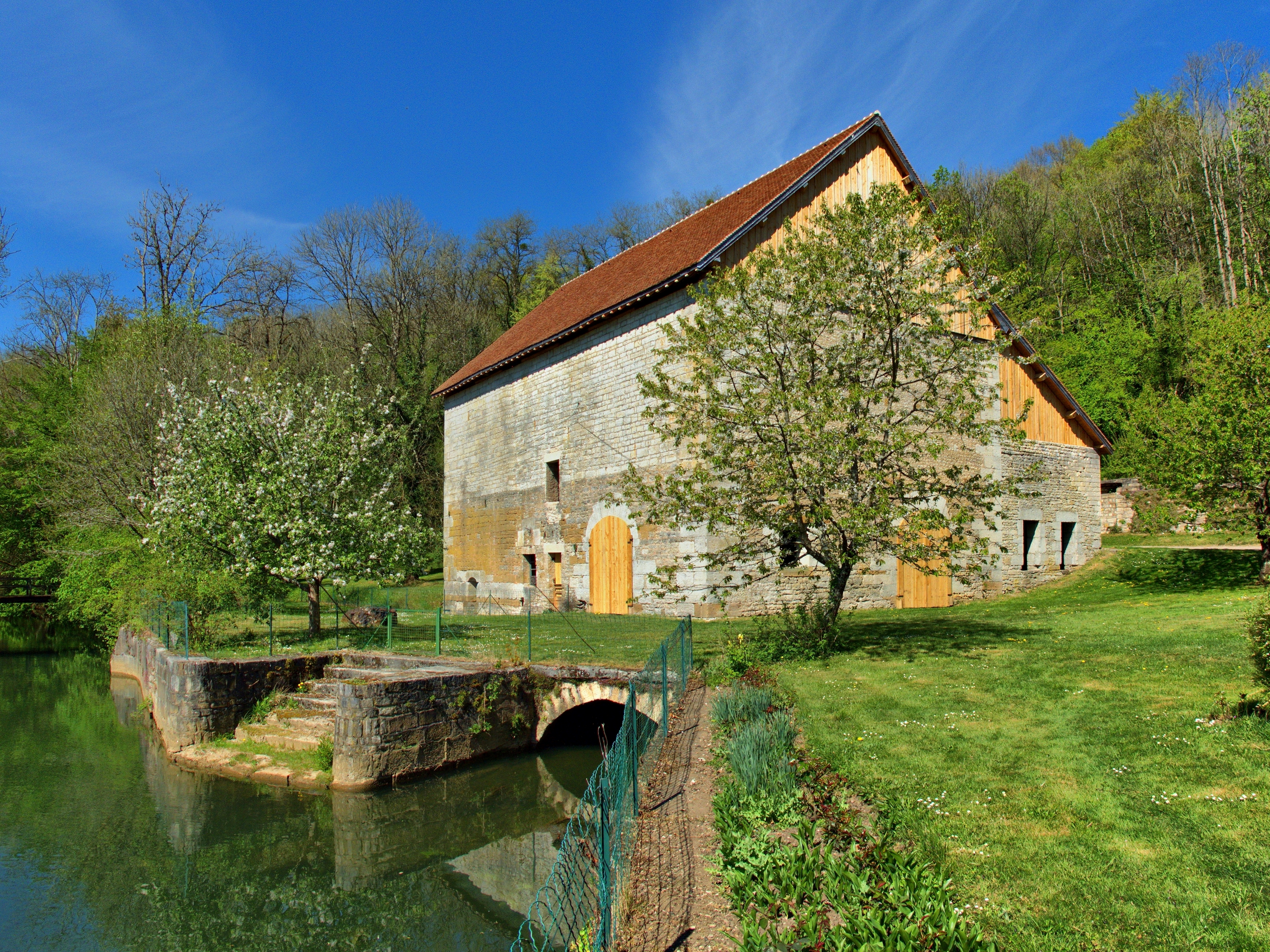
Le bâtiment du haut fourneau.
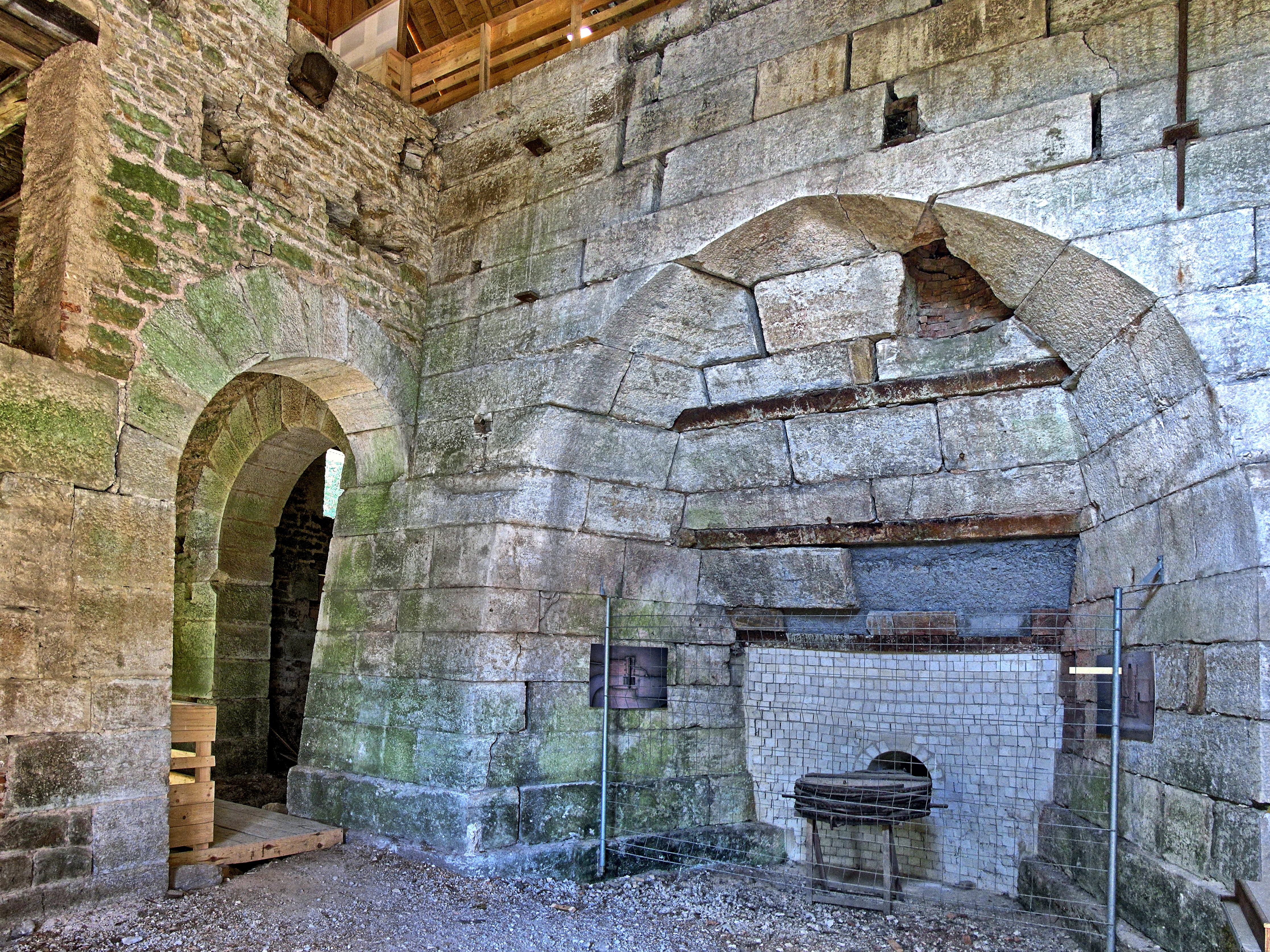
La base du haut-fourneau.
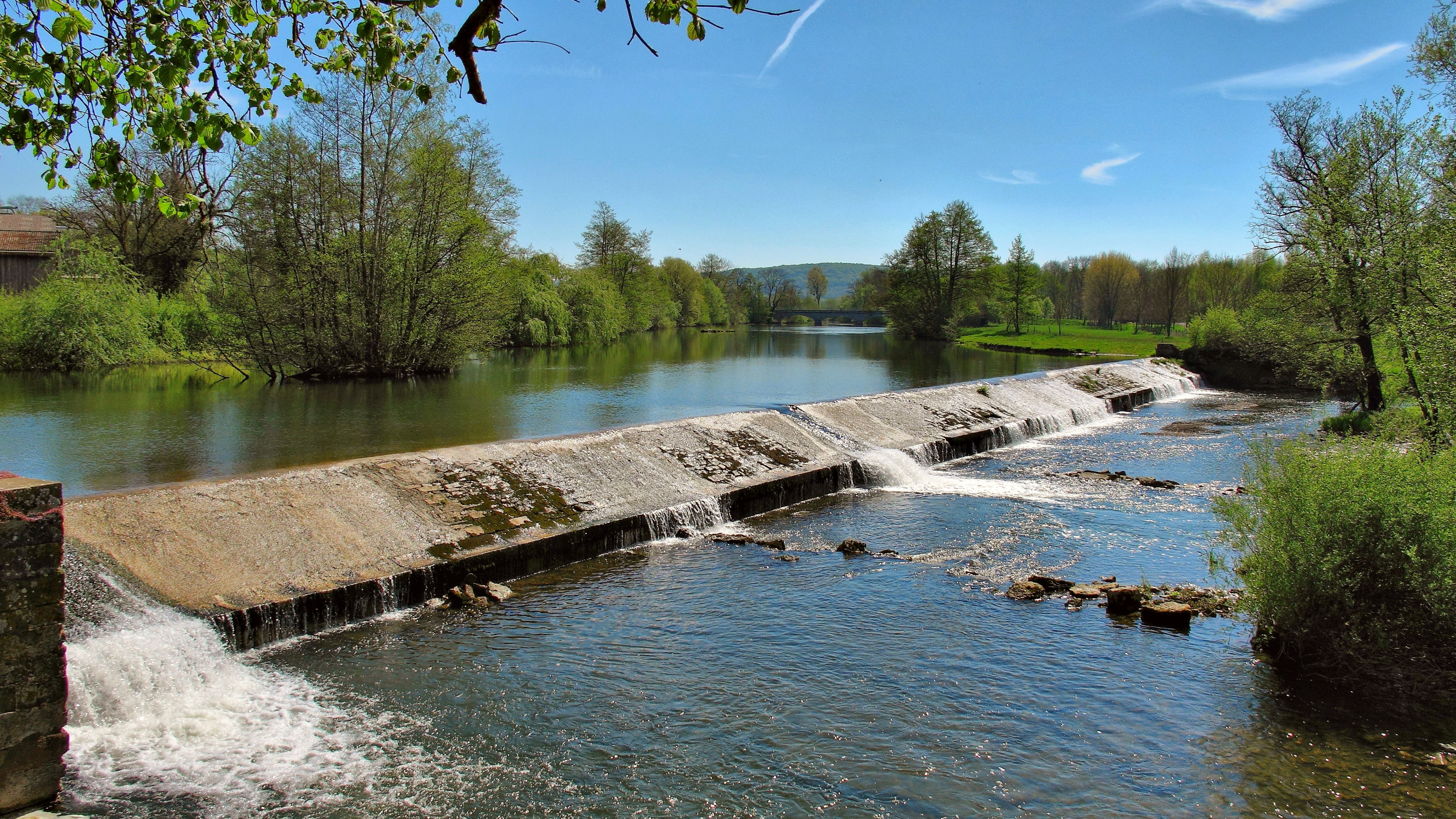
Le barrage de la forge.